# Extensão dos túneis de Nova Iorque
A extensão dos túneis de Nova Iorque foi um grande projeto da Pennsylvania Railroad (PRR) no início do século XX, com o objetivo de melhorar o acesso a cidade por seus subúrbios. O projeto compreendia túneis e acessos de Nova Jérsei e Long Island a Midtown Manhattan, levando à nova estação da companhia, a Penn Station de Nova Iorque.

## Planejamento
A PRR consolidou seu controle das ferrovias de Nova Jérsei com o arrendamento da United New Jersey Railroad and Canal Company em 1871, estendendo assim sua rede ferroviária de Filadélfia ao norte, até Jersey City. O rio Hudson, no entanto, continuou sendo um grande obstáculo. A leste, a Long Island Rail Road (LIRR) terminava no rio East. Em ambas as situações, os passageiros tinham que se transferir para balsas para chegar à Manhattan. Isso colocava a Pennsy em desvantagem em relação a sua maior concorrente, a New York Central Railroad, que já servia Manhattan por meio da estação Grand Central.:28

### Primeiras propostas de túneis e pontes
Vários planos para construir uma ligação física através do rio Hudson foram discutidos desde a década de 1870, e os projetos de túneis e pontes foram avaliados pelas ferrovias e funcionários do governo. Um projeto de túnel para a Hudson and Manhattan Railroad (H&M), e uma linha de metrô, teve sua construção iniciada em 1874, encontrando sérios obstáculos de engenharia e de caráter financeiro e legal. O projeto foi interrompido em 1880 após um acidente que custou 20 vidas. (O trabalho no projeto dos túneis, mais tarde conhecidos como túneis de Uptown Hudson, continuou intermitentemente, mas não foi concluído até 1906; sendo aberto para trens de passageiros em 1908.)
A tecnologia de construção de túneis ainda era primitiva e perigosa na década de 1880, e isso incentivou um projeto de uma ponte promovido pelo engenheiro Gustav Lindenthal.:20:200 A ponte ficaria situada entre Hoboken, Nova Jérsei e a 23rd Street em Manhattan. No entanto, devido ao grande volume de navios no porto de Nova Iorque, o projeto exigia um enorme vão livre, que seria o dobro da ponte do Brooklyn. Em um ponto, os planos para a ponte exigiam que ela sustentasse 14 trilhos.:29 Embora o Congresso tenha concedido à empresa de Lindenthal um alvará em 1890 para a construção de uma ponte, o enorme custo do projeto de 27 milhões de dólares teria que ser dividido por várias ferrovias. O Pânico de 1893 tornou grandes investimentos de capital quase impossíveis por algum tempo, pois um terço das ferrovias do país haviam falido.:20:200 Um pouco de alvenaria de fundação foi colocada no lado de Hoboken em 1895, mas a PRR não obteve sucesso em convencer outras empresas a arcar com as despesas, e o projeto da ponte foi abandonado.

### Revisão dos planos
A PRR, trabalhando com a LIRR, propôs várias novas alternativas para melhorar o acesso ferroviário na região em 1892. Elas incluíam a construção de novos túneis entre Jersey City e Manhattan, e possivelmente um túnel pelo Brooklyn e o rio East; novos terminais no centro de Manhattan para ambas as companhias; a conclusão dos túneis do Hudson; e um novo plano de ponte. Essas ideias foram extensivamente discutidas por vários anos, mas não se concretizaram até a virada do século. Em 1901, a PRR teve grande interesse por uma nova ferrovia recém-concluída em Paris. Na ferrovia parisiense, as locomotivas elétricas foram substituídas por locomotivas a vapor antes da aproximação final a cidade. O presidente da PRR, Alexander Johnston Cassatt, ao retornar de Paris, adaptou o método para a área da cidade de Nova Iorque na forma do projeto de extensão dos túneis de Nova Iorque, liderando o esforço geral de planejamento.:29 A PRR, que estava trabalhando com a LIRR nos planos de extensão dos túneis, fez planos para adquirir o controle majoritário da Long Island Rail Road para que apenas um novo terminal, em vez de dois, pudesse ser construído em Manhattan. A PRR adquiriu a LIRR em 1900.:30 Um conselho foi criado para estudar cada uma das propostas para trazer a rede da Pennsy diretamente para Nova Iorque. A equipe acabou por concluir que uma abordagem direta seria melhor do que qualquer das alternativas.:29
A proposta original para o terminal da PRR e da LIRR em Midtown Manhattan, publicada em junho de 1901, previa a construção de uma ponte sobre o rio Hudson entre as 45th e 50th Streets em Manhattan, bem como dois terminais próximos para cada companhia. Isso permitiria aos passageiros viajar entre Long Island e Nova Jérsei sem ter que trocar de trem. Em dezembro de 1901, os planos foram modificados para que a Pennsylvania Railroad construísse os túneis sob o rio Hudson, em vez de uma ponte sobre ele. A PRR alegou que os custos e o valor do terreno como uma razão para construir um túnel em vez de uma ponte, uma vez que o custo de um túnel seria um terço do de uma ponte. Os túneis do rio North consistiriam de dois a quatro tubos de aço com o diâmetro de 5,6 a 5,9 m. O projeto de extensão dos túneis de Nova Iorque rapidamente ganhou a oposição do Conselho de Comissários de transporte público da cidade de Nova Iorque, argumentando que a cidade não teria jurisdição sobre os túneis, bem como da Interborough Rapid Transit Company, que considerou a extensão dos túneis como uma potencial concorrente para seu serviço metroviário ainda incompleto. O projeto foi aprovado pelo Conselho de Vereadores da Cidade de Nova Iorque em dezembro de 1902, numa votação de 41 votos a 36. De acordo com o plano, os túneis dos rios Hudson e East deveriam ser construídos sob o leito de seus respectivos rios. As linhas da PRR e da LIRR convergiriam na Penn Station de Nova Iorque, um amplo edifício Beaux-Arts entre 31st e 33rd Streets em Manhattan. Esperava-se que todo o projeto custasse mais de 100 milhões de dólares.
A Pennsylvania Railroad criou subsidiárias para gerenciar o projeto. A Pennsylvania, New Jersey e New York Railroad e a Pennsylvania, New York e Long Island Rail Road, eram as subsidiárias de Nova Jérsei e Nova Iorque, respectivamente. A PNJ&NY foi constituída em 13 de fevereiro de 1902, e a PNY&LI foi constituída em 21 de abril de 1902. Elas foram fundidas na Pennsylvania Tunnel and Terminal Railroad (PT&T) em 26 de junho de 1907.

## Planejamento e construção

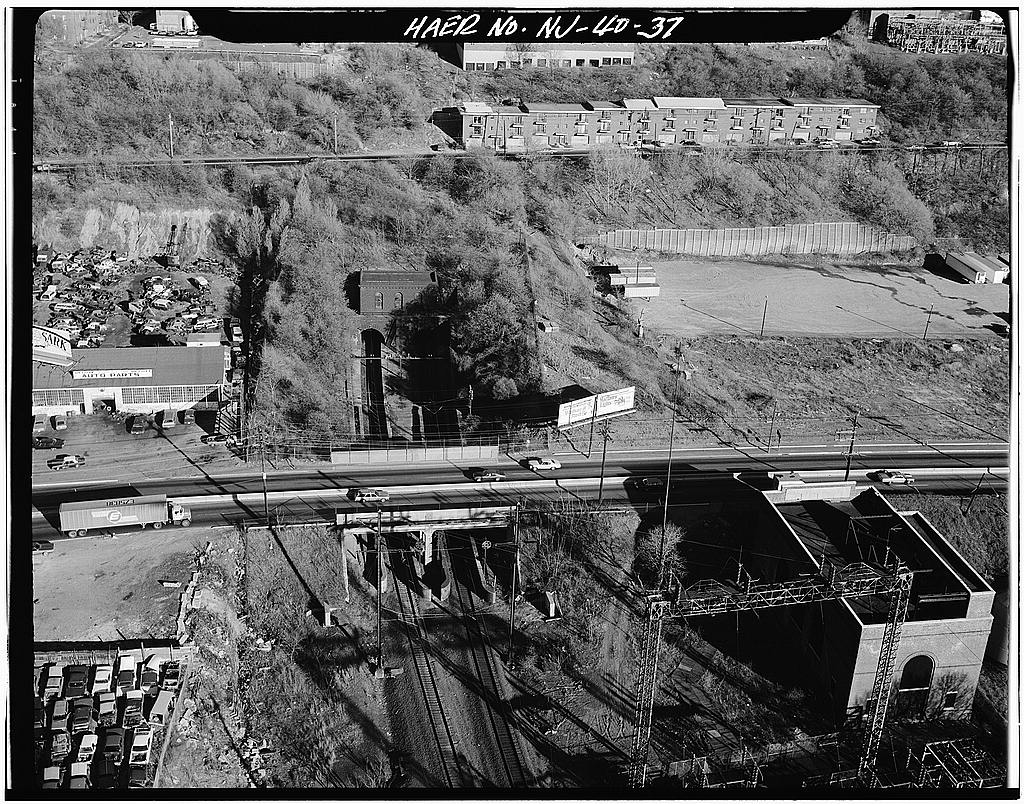
A Divisão Meadows e a Divisão do rio North se encontraram no lado oeste de Palisades

Os aspectos relacionados ao planejamento e construção do projeto foram organizados em três divisões principais: as divisões Meadows, rio North e rio East.

### Divisão Meadows
A rota original da Pennsylvania Railroad em Nova Jérsei terminava no terminal de balsas Exchange Place em Jersey City. O projeto da Divisão Meadows ficou encarregado de construir um novo ramal, de aproximadamente 8 km da linha principal da PRR em Harrison, Nova Jérsei, até a extremidade oeste dos novos túneis. Isso envolveu a construção de uma nova estação em Harrison, Manhattan Transfer, juntamente com um pátio ferroviário, para permitir a troca entre locomotivas a vapor e elétricas. A linha de trilho duplo foi construída a nordeste dessa estação. Ela cruzava a Hudson and Manhattan Railroad e a Delaware, Lackawanna e Western Railroad nas pontes Sawtooth; o rio Hackensack na ponte Portal; e no aterro através das Hackensack Meadowlands até o portal oeste dos túneis sob a colina de Bergen em Palisades.:29

### Divisão do rio North
A Divisão do rio North era encarregada do portal oeste dos túneis até Manhattan. A PRR finalmente decidiu construir um par de túneis de trilho único sob o rio, chamados de túneis do rio North, entre Weehawken e o centro de Manhattan; os dois túneis continuavam a oeste de Weehawken até os portais oeste.:200:29 Nos anos posteriores, a expressão "túneis do rio North"  passou a se referir a toda a extensão do túnel, do portal ocidental em North Bergen até a Décima Avenida em Manhattan. Os dois trilhos se ramificavam em 21 trilhos a oeste da Penn Station.:399:76
A construção dos túneis do rio North começou em 1904 sob a supervisão da O'Rourke Engineering and Construction Company.:33 As obras de escavação foram concluídas em 9 de outubro de 1906. O serviço de Nova Jérsei a Manhattan começou em 27 de novembro de 1910, quando a Penn Station foi aberta.

### Divisão do rio East
A Divisão de rio East administrou a construção de túneis que entre Manhattan ao Queens, sob o leito do rio East. Os túneis do rio East são quatro túneis de trilho único que se estendem da extremidade leste da Penn Station e cruzam o rio East.:29 A leste da estação, os trilhos 5 ao 21 se fundem em dois túneis de três trilhos, que então se fundem nos quatro trilhos dos túneis do rio East. A leste da costa do Queens, os túneis terminam e os trilhos chegam ao nível do solo. Os túneis conectam-se ao pátio Sunnyside. A construção dos túneis do rio North e East foi simultânea.:201:20
Os túneis foram construídos por S. Pearson and Son, a mesma empresa que construiu os túneis de Uptown Hudson.:33 A tecnologia dos túneis era tão inovadora que em 1907 a Pennsylvania Railroad enviou uma seção de 7 metros de diâmetro dos novos túneis do rio East para a exposição de Jamestown em Norfolk, Virgínia, para comemorar o 300º aniversário da fundação da colônia deJamestown. A mesma seção, com uma inscrição indicando que havia sido exposta na Exposição, foi posteriormente instalada debaixo d'água e permanece em uso. A construção dos túneis do rio East foi concluída em 18 de março de 1908. Os serviços da LIRR na Penn Station começaram em 8 de setembro de 1910.

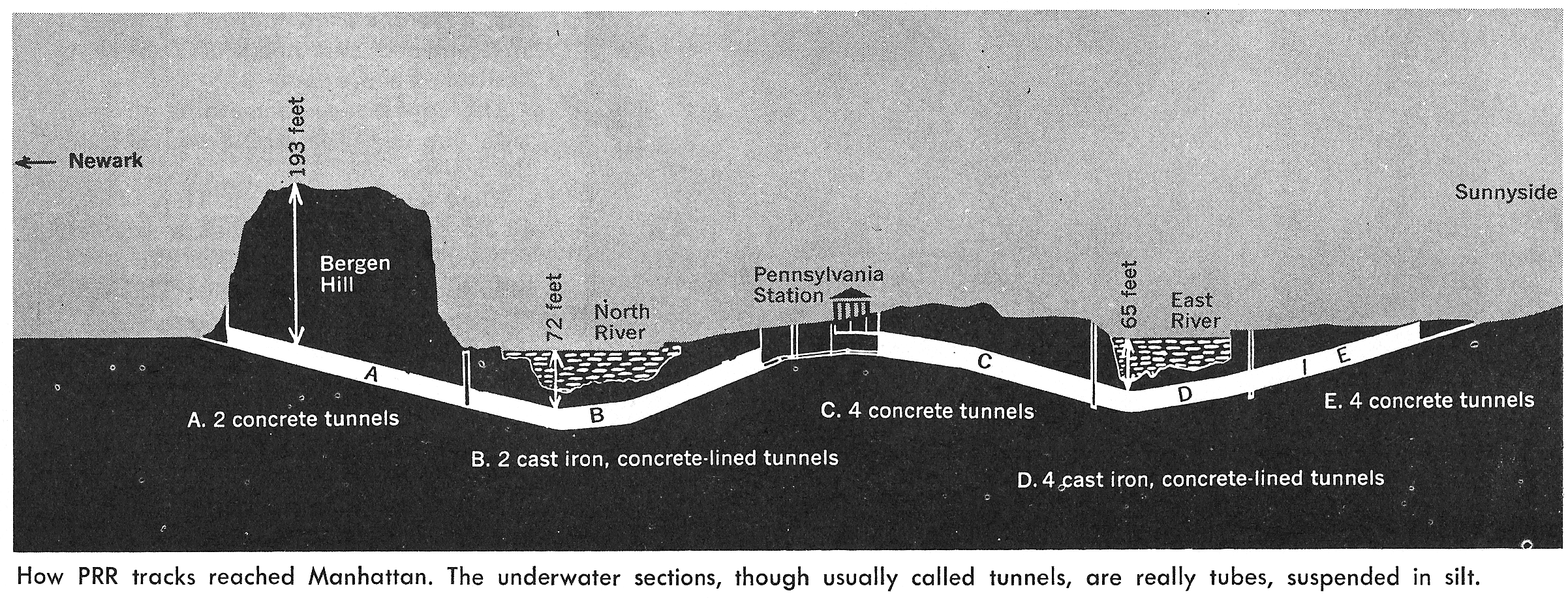
Um diagrama que mostra como os trilhos da Pennsylvania Railroad chegaram a Manhattan

## Operação durante a era da PRR

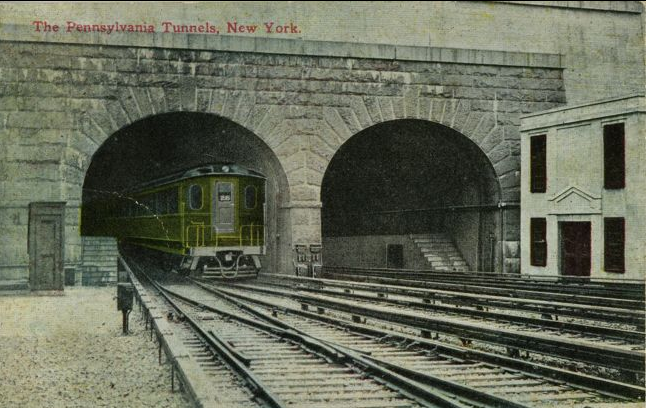
Um trem elétrico saindo de um dos túneis na Penn Station, c. 1910

Quando a construção foi concluída, o custo total do projeto, incluindo a estação e os túneis foi de 114 milhões de dólares norte-americanos (equivalente a 2,3 bilhões de dólares em 2019), de acordo com um relatório da Interstate Commerce Commission.:156–157:29
Os túneis do rio North transportavam os trens da PRR sob o rio Hudson; por alguns anos, a Pennsy permitiu que a Lehigh Valley Railroad e Baltimore and Ohio Railroad usassem os túneis para acessar Nova Iorque. Os túneis do rio East transportavam trens da LIRR e da PRR para o pátio Sunnyside, no Queens.:30 Como parte do projeto de melhoria das conexões ferroviárias de Nova Iorque, uma ligação dos túneis do rio East aos trilhos da New Haven Railroad também foi construída. Os trens da New Haven começaram a circular pelos túneis do rio East, servindo à Penn Station, em 1917, após a abertura da ponte de Hell Gate.:30
A eletrificação da extensão dos túneis de Nova Iorque, incluindo a estação, foi inicialmente de terceiro trilho de corrente contínua de 600 volts.:29 Posteriormente, foi alterada para catenária aérea de corrente alternada de 11.000 volts quando a eletrificação da linha principal da PRR foi estendida para Washington, DC, no início dos anos 1930. Em Nova Jérsei, o terceiro trilho terminava em Manhattan Transfer, onde todos os trens paravam para trocar os motores elétricos e a vapor.:52 Duas subestações elétricas foram construídas para o projeto: uma em Harrison, Nova Jérsei, e a outra em Long Island City, Nova Iorque.
Depois que a extensão dos túneis de Nova Iorque foi inaugurada, alguns trens suburbanos da PRR continuaram a servir a estação Exchange Place, onde os passageiros podiam embarcar na balsa da companhia, ou no sistema metroviário do Hudson (mais tarde chamado de PATH), para o centro de Manhattan.:54 As balsas de Exchange Place encerraram seus serviços em 1949, e o terminal de Exchange Place fechou em 1961.

## Operação por companhias sucessoras
A PRR se fundiu com na Penn Central Transportation em 1968. Todas as propriedades da Penn Central foram transferidas para a Amtrak em 1º de abril de 1976, quando o sistema da Conrail foi formado. Os túneis agora fazem parte do Corredor Nordeste da Amtrak; A New Jersey Transit e a Long Island Rail Road usam as seções oeste e leste, respectivamente, para chegar à Penn Station de Nova Iorque.